# 2004 au Québec
Cet article traite des événements survenus en 2004 au Québec. 

## Événements

### Janvier
- 12 janvier : la maison de James Gabriel, chef des Mohawks de Kanesatake, est brûlée par ses adversaires. Ils lui contestent son ordre de remplacer le chef de police de l'endroit, que certains soupçonnaient de fermer les yeux sur la vente illégale de tabac. Le lendemain, 60 policiers sont assiégés au poste par les Mohawks rebelles[1].
- 15 janvier : après que le ministre responsable, Jacques Chagnon, a réglé la crise au profit des dissidents, l'Assemblée des Premières Nations désavoue ce règlement. Un autre ministre, Benoît Pelletier, dit reconnaître la légitimité de James Gabriel en tant que chef de Kanesatake[2].
- 19 janvier : une escouade formée de peacekeepers ainsi que de policiers de la Sûreté du Québec et de la Gendarmerie royale du Canada est formée pour contrer la criminalité à Kanesatake[3].

### Février
- 11 février : Michel Lavigueur, l'un de la famille millionnaire dans les années 1980 se suicide chez lui à Longueuil, retrouvé par sa conjointe. Il était autrefois un avocat de Steven « Bull » Bertrand, un proche de Maurice « Mom » Boucher. Une enquête se poursuit[4].
- 19 février : le premier ministre canadien Paul Martin annonce la création d'une commission, présidée par le juge John Gomery, chargée d'enquêter sur le scandale des commandites[5]
- 21 février : Les invasions barbares remporte trois Césars en France dont celui du meilleur film[6].
- 22 février : Les invasions barbares remporte 5 Jutra dont celui du meilleur film, du meilleur scénario et du meilleur réalisateur. Marie-Josée Croze et Serge Thériault sont les interprètes de l'année. De son côté, La Grande Séduction remporte 8 Jutra[7].
- 27 février : devant le comité des comptes publics, à Ottawa, Myriam Bédard dénonce des irrégularités à Via Rail, du temps qu'elle y était employée. Le président de la société, Jean Pelletier, nie les allégations[8].
- 29 février : Les invasions barbares remporte l'Oscar du meilleur film de langue étrangère[9].

### Mars
- 1er mars : Jean Pelletier est congédié de son poste de président de Via Rail[10].
- 20 mars : Stephen Harper devient le nouveau chef du Parti conservateur[11].
- 25 mars : 
  - Robert Gillet est reconnu coupable d'avoir eu des relations sexuelles avec une fille d'âge mineure[12].
  - le producteur Guy Cloutier est arrêté. Il est accusé d'avoir agressé sexuellement une enfant durant les années 1980[13].
- 30 mars : Yves Séguin présente un budget sans déficit de 47 milliards de dollars. Le fardeau fiscal est réduit de 1 milliard de dollars. Les nouvelles injections d'argent dans la santé et l'éducation sont moins importantes que prévu[14].

### Avril
- 1er avril : Adoption du mariage homosexuel (en) : le Québec accepte de légaliser le mariage homosexuel. Michael Hendricks et René Leboeuf (en) sont les premiers à célébrer leur mariage à Montréal[15].
- 14 avril : manifestations monstres à travers le Québec pour protester contre les politiques du gouvernement Charest qui fête la première année de sa prise du pouvoir[16].
- 21 avril : le ministre Jean-Marc Fournier annonce que les référendums sur les défusions municipales auront lieu le 20 juin[17].
- 27 avril : 
  - Marc Bellemare annonce son retrait de la vie politique. Jacques Dupuis le remplace à la Justice[18].
  - victime d'un accident cérébrovasculaire, le chanteur Claude Léveillée s'effondre sur scène[19].

### Mai
- 1er mai : 
  - le salaire minimum au Québec passe de 7,30 $ à 7,45 $[20].
  - la chanson Libérez-nous des libéraux est mise en ligne sur le site internet du groupe Loco Locass[21].
- 10 mai : en un an, Les invasions barbares a fait des recettes de 35 millions de dollars, un record pour un film québécois[22].
- 22 mai : selon des sources, l'enquête est confirmée que Michel Lavigueur qui s'est enlevé la vie en février aurait eu peur d'être arrêté par l'escouade anti-motards de l'opération Ouragan dont l'objectif était de démanteler la cellule de Steven « Bull » Bertrand[23].
- 29 mai : la cycliste Geneviève Jeanson remporte le Grand Prix du Mont-Royal[24].

### Juin
- 15 juin : le gouvernement Charest annonce une augmentation de salaires de 2,1 % pour les 6 prochaines années chez les employés du secteur public. Les syndicats refusent cette offre[25].
- 20 juin : référendums sur les défusions. À Montréal, Montréal-Est et la plupart des villes de l'ouest de l'île votent pour la défusion. Longueuil est démantelée puisque 4 des 5 villes fusionnées, dont Boucherville, décident la défusion. À Gatineau, la défusion de Masson-Angers est décidée par 3 voix de majorité. À Québec, seules L'Ancienne-Lorette et Saint-Augustin-de-Desmaures défusionneront. À Lévis, Shawinigan, Sherbrooke et Val d'Or, c'est le maintien du statu quo[26].
- 28 juin : le Parti libéral du Canada de Paul Martin remporte l'élection générale mais formera un gouvernement minoritaire. Au Québec, le Bloc québécois l'emporte largement avec 54 circonscriptions et 49 % du vote contre 21 circonscriptions et 33 % pour le PLC[27].

### Juillet
- 13 juillet : 
  - CHOI-FM se voit retirer son permis par le CRTC à la suite des propos jugés haineux de son animateur vedette Jeff Fillion[28].
  - le journal Allô Police ferme ses portes après 51 ans de publication[29].
- 20 juillet : le choix de Nicolas Gill comme porte-drapeau aux Jeux olympiques d'Athènes sème la controverse au Canada anglais à cause de son allégeance souverainiste[30].
- 22 juillet : plus de 50 000 personnes manifestent pour la survie de CHOI-FM à Québec[31].

### Août
- 7 août : Loto-Québec fait tirer le plus important lot de 6/49 de son histoire, soit 29 millions de dollars[32].
- 12 août : André Ouellet démissionne de son poste de PDG de la Société des Postes. Il est soupçonné d'être impliqué dans le scandale des commandites[33].
- 17 août : André Boisclair démissionne de son poste de député de Gouin[18].
- 25 août : CHOI-FM s'entend avec le CRTC pour rester en ondes pendant les procédures d'appel[34].
- 31 août : une partie de l'autoroute 55 entre Ayer's Cliff et Magog s'effondre sous les eaux[35].

### Septembre
- 8 septembre : début des audiences de la commission Gomery sur les commandites[36].
- 10 septembre : annonce que Céline Dion est la chanteuse ayant vendu le plus d'albums dans le monde avec 172 millions[37].
- 15 septembre : conférence fédérale-provinciale sur la santé où l'on en vient à une entente. Ottawa donnera 18 milliards de dollars sur 6 ans et 41 milliards de dollars sur 10 ans. Québec reçoit un statut distinct car il n'aura pas à rendre compte de son dû[38].
- 17 septembre : l'ordonnance de non-publication est levée dans l'affaire Dave Hilton. Les filles qu'il a agressées étaient ses propres enfants Jeanne et Anne-Marie, mineures à l'époque[39].
- 20 septembre : tenue de quatre élections partielles au Québec. Le Parti québécois est vainqueur dans Gouin et Laurier-Dorion et l'Action démocratique du Québec dans Vanier. Les libéraux ne conservent que leur forteresse de Nelligan[40].
- 25 et 26 septembre : lors de son cinquième congrès, l'Action démocratique du Québec définit son option comme autonomiste et fédéraliste[41].
- 29 septembre : les Expos de Montréal jouent leur dernier match au Stade olympique car ils déménageront à Washington en 2005[42].

### Octobre
- 3 octobre : dernier match à vie des Expos au Shea Stadium de New York[43].
- 17 octobre : l'Oratoire Saint-Joseph fête son centième anniversaire[44].
- 28 octobre : les syndicats se prononcent contre le projet de loi sur le partenariats public-privé (PPP) dans le secteur public[45].
- 30 octobre : le meurtrier de Julie Boisvenu est condamné à la prison à vie[46].
- 31 octobre : l'aéroport de Mirabel ferme définitivement[47].

### Novembre
- 1er novembre : Marie-Élaine Thibert et Corneille remportent les Félix d'interprètes de l'année lors du Gala de l'ADISQ[48].
- 8 novembre : Luck Mervil est nommé Patriote de l'année par la SSJB[49].
- 10 novembre : des centaines d'étudiants cégépiens et universitaires manifestent à travers le Québec contre les coupures dans les prêts et bourses[50].
- 11 novembre : James Gabriel est de retour à Kanesatake après 10 mois d'exil[51].
- 13 et 14 novembre : congrès du Mouvement Option-Citoyenne de Françoise David afin de le transformer en futur parti politique[52].
- 17 novembre : 
  - Guy Cloutier plaide coupable à 5 des 9 chefs d'accusation dont il était accusé. Il y a eu 2 victimes. La première d'entre elles a subi une centaine d'agressions sexuelles pendant une dizaine d'années dont au moins 8 viols[53].
  - le ministre des Ressources naturelles et de la Faune, Sam Hamad annonce qu'il retire son autorisation de réaliser le projet du Suroît[54].
- 25 novembre : selon un sondage Léger Marketing-TVA, René Lévesque et Janette Bertrand sont les personnalités les plus populaires du Québec[55].

### Décembre
- 5 décembre : à Beaumont, la population rejette à 72 % un projet de port méthanier Rabaska sur les bords du fleuve lors d'un référendum[56].
- 14 décembre : la commission Coulombe confirme la surexploitation de la forêt[57].
- 20 décembre : Guy Cloutier écope de 42 mois de prison[58].
- 22 décembre : Chantal Petitclerc et Alexandre Despatie sont nommés athlètes de l'année au Québec[59].

## Naissances
- 12 janvier - Tristan Luneau (joueur de hockey)
- 12 mai - Émilie Bierre (actrice et chanteuse)[60]
- 15 novembre - Rebecca Miville-Deschênes (actrice)
- 13 décembre - Marilou Forgues (actrice)

## Décès
- 12 janvier - Martin Gendron (acteur) (º 17 octobre 1973)
- 6 février - Fernand Lachance (restaurateur) (º 27 août 1917)
- 9 février - Claude Ryan (journaliste et homme politique) (º 26 janvier 1925)
- 10 février - Guy Provost (acteur) (º 19 mai 1925)
- 11 février - Michel Lavigueur (fils du clan de la famille Lavigueur) (º 1971)
- 19 février - Gérard Cadieux (homme d'affaires et homme politique)  (º 3 avril 1928)
- 21 février - Guido Molinari (artiste peintre) (º 12 octobre 1933)
- 25 février - Paul Berval (acteur) (º 20 janvier 1924)
- 8 mars - Mimi d'Estée (actrice) (º 9 février 1908)
- 20 mars - Pierre Sévigny (soldat et homme politique) (º 12 septembre 1917)
- 14 avril - Micheline Charest (productrice) (º 16 mars 1953)
- 10 mai - Eric Kierans (économiste, homme d'affaires et homme politique) (º 2 février 1914)
- 18 mai - Serge Turgeon (acteur) (º 12 mars 1946)
- 16 juin - Jacques Miquelon (homme politique) (º 4 octobre 1911)
- 2 juillet - Fernand Girard (journaliste, homme politique et père du comédien Rémy Girard) (º 19 février 1924)
- 19 juillet - Sylvia Daoust (sculptrice) (º 24 mars 1902)
- 17 août - Frank Cotroni (criminel) (º 1931)
- 25 août - Marc Drolet (pianiste) ( 15 janvier 1935)
- 17 septembre - Mariette Duval (actrice) (º 4 février 1927)
- 17 octobre - Guido Molinari (artiste) (º 12 octobre 1933)
- 16 novembre - Hubert Loiselle (acteur) ( 2 février 1932)
- 29 novembre - Michel Bourdon (homme politique) (º 19 septembre 1943)
- 24 décembre - Dino L'Espérance (chanteur) (º 1943)

### Articles généraux
- Chronologie de l'histoire du Québec (1982 à aujourd'hui)
- L'année 2004 dans le monde
- 2004 au Canada

### Articles sur 2004 au Québec
- Commission Coulombe
- Commission Gomery
- Mariage homosexuel au Québec (en)
- Élections fédérales canadiennes de 2004
- Élections partielles québécoises de 2004
- Libérez-nous des libéraux